# Petit (cratère)
Pour les articles homonymes, voir Petit.
Petit est un cratère lunaire situé sur le bord oriental de la face visible de la Lune. Il se trouve sur le bord nord-ouest de la Mare Spumans et au sud-est du cratère Apollonius, mais au nord d'un des cratères satellites d'Apollonius dénommé "Apollonius S". Le fond du cratère est plat. 
En 1976, l'Union astronomique internationale a donné le nom du physicien français Alexis Thérèse Petit, à ce cratère lunaire qui était dénommé "Apollonius W" jusqu'à cette date.